# Gordon Downie
Pour les articles homonymes, voir Downie.
Ne doit pas être confondu avec Gord Downie.
Gordon Downie est un nageur britannique né le 3 mars 1955.

## Biographie
Gordon Downie dispute l'épreuve du 4 × 200 m nage libre aux Jeux olympiques d'été de 1976 de Montréal et remporte la médaille de bronze aux côtés de Brian Brinkley, Alan McClatchey et David Dunne.